# Nanny Cay
Nanny Cay est une île des îles Vierges britanniques située en mer des Caraïbes. Elle est composée de trois cayes connues sous le nom de Big Cay, Little Cay et Miss Peggy Cay et est reliée à Tortola par un court pont. Une marina, un hôtel, des restaurants, des appartements et une maison de ville ont été construits sur Nanny Cay.
L'île est aussi connue dans le milieu juridique comme étant la propriété ayant été placée le plus longtemps sous administration judiciaire de l'histoire de la banque Barclays pour un total de 12 ans entre les années 1980 et les années 1990.